# Leichtathletik-Weltmeisterschaften 2019/Hochsprung der Männer

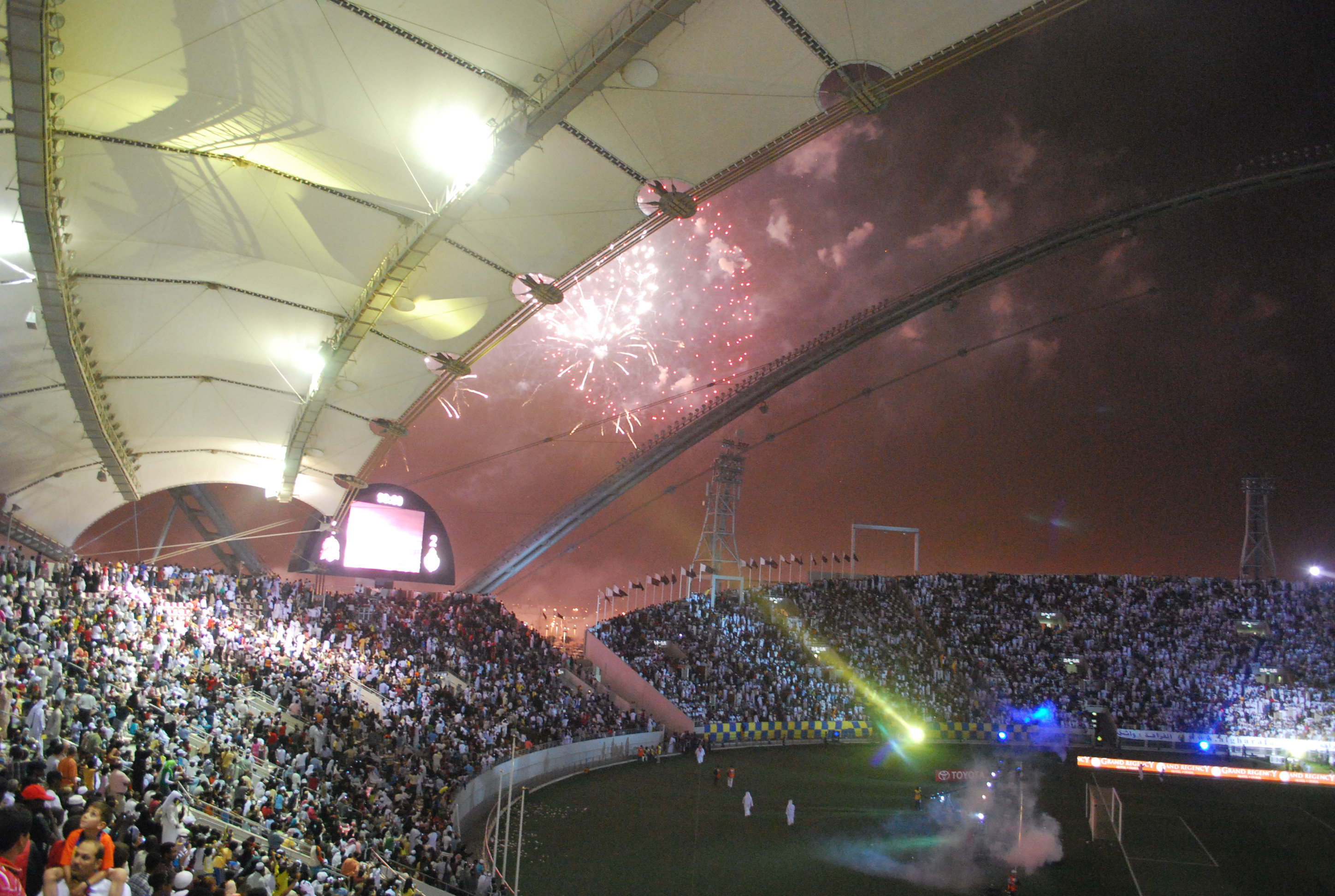
Das Khalifa International Stadium während des Emir Cups im Jahr 2009

Der Hochsprung der Männer bei den Leichtathletik-Weltmeisterschaften 2019 fand am 1. und 4. Oktober 2019 im Khalifa International Stadium der katarischen Hauptstadt Doha statt.
31 Athleten aus 21 Ländern nahmen an dem Wettbewerb teil.
Mit Silber und Bronze errangen zwei als Neutrale Athleten startende Hochspringer zwei Medaillen. Weltmeister wurde der katarische Titelverteidiger, Vizeweltmeister von 2013, Olympiazweite von 2016, Olympiadritte von 2012, Asienmeister von 2011 und Dritter der Asienmeisterschaften von 2015 Mutaz Essa Barshim. Rang zwei belegte Michail Akimenko. Bronze ging an den EM-Dritten von 2018 Ilja Iwanjuk.

## Rekorde
Vor dem Wettbewerb galten folgende Rekorde:
| Weltrekord | Javier Sotomayor  | 2,45 m | Salamanca, Spanien     | 27. Juli 1993   |
| WM-Rekord  | Bohdan Bondarenko | 2,41 m | WM in Moskau, Russland | 15. August 2013 |

Der bestehende WM-Rekord wurde bei diesen Weltmeisterschaften nicht eingestellt und nicht verbessert.
Der katarische Weltmeister Mutaz Essa Barshim erzielte mit 2,37 m eine neue Weltjahresbestleistung.

## Legende
Kurze Übersicht zur Bedeutung der Symbolik – so üblicherweise auch in sonstigen Veröffentlichungen verwendet:
| – | verzichtet                            |
| o | übersprungen                          |
| x | ungültig                              |
| r | Wettkampf nicht fortgesetzt (retired) |

## Qualifikation
1. Oktober 2019, 16:50 Uhr Ortszeit (15:50 Uhr MESZ)
31 Teilnehmer traten zu einer Qualifikationsrunde in zwei Gruppen an. Die Höhe für die direkte Finalqualifikation betrug 2,31 m. Nach Abschluss der Versuche über 2,29 m waren noch genau zwölf Springer im Wettbewerb. So musste die eigentlich geforderte Qualifikationshöhe nicht angegangen werden. Diese besten zwölf Athleten beider Gruppen – hellgrün unterlegt – bestritten drei Tage später das Finale.

### Gruppe A
| Platz | Athlet             | Land                        | 2,17 | 2,22 | 2,26 | 2,29 | 2,31 | Höhe (m) |
| ----- | ------------------ | --------------------------- | ---- | ---- | ---- | ---- | ---- | -------- |
| 1     | Mutaz Essa Barshim | Katar                       | o    | o    | o    | o    |      | 2,29 SB  |
| 2     | Ilja Iwanjuk       | Authorised Neutral Athletes | o    | o    | o    | o    |      | 2,29     |
| 3     | Brandon Starc      | Australien                  | o    | o    | xo   | o    |      | 2,29     |
| 3     | Luis Zayas         | Kuba                        | o    | o    | xo   | o    |      | 2,29     |
| 5     | Luís Castro        | Puerto Rico                 | o    | o    | xo   | xxx  |      | 2,26     |
| 5     | Maksim Nedassekau  | Belarus                     | o    | o    | xo   | xxx  |      | 2,26     |
| 7     | Shelby McEwen      | USA                         | xxo  | o    | xo   | xxx  |      | 2,26     |
| 8     | Tichomir Iwanow    | Bulgarien                   | o    | xo   | xxo  | xxx  |      | 2,26     |
| 8     | Stefano Sottile    | Italien                     | xo   | o    | xxo  | xxx  |      | 2,26     |
| 10    | Donald Thomas      | Bahamas                     | o    | o    | xxx  |      |      | 2,22     |
| 11    | Adrijus Glebauskas | Litauen                     | o    | xo   | xxx  |      |      | 2,22     |
| 12    | Ryō Satō           | Japan                       | xxo  | xo   | xxx  |      |      | 2,22     |
| 13    | Django Lovett      | Kanada                      | o    | xxo  | xxx  |      |      | 2,22     |
| 14    | Majd Eddin Ghazal  | Syrien                      | o    | xxx  |      |      |      | 2,17     |
| NM    | Bohdan Bondarenko  | Ukraine                     | xr   |      |      |      |      | ogV      |

In Qualifikationsgruppe A ausgeschiedene Hochspringer:

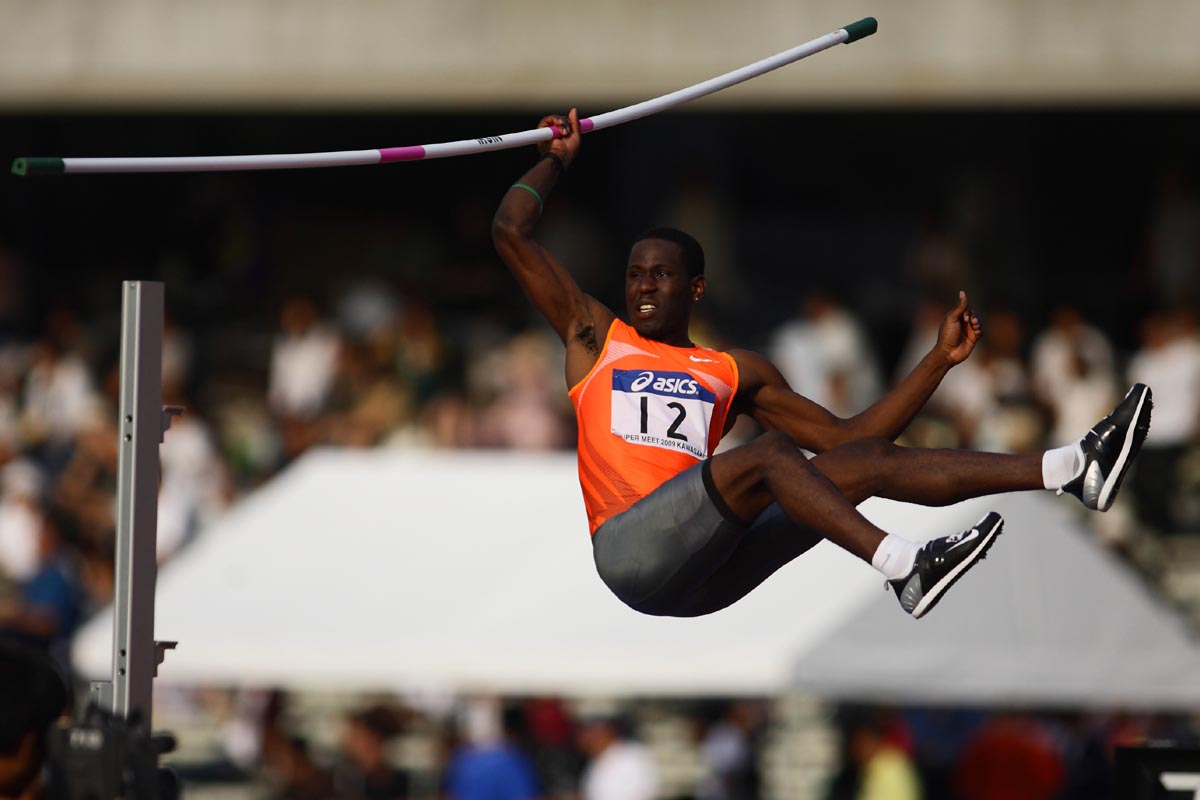
Donald Thomas – Weltmeister von 2007 – Rang zehn mit 2,22 m
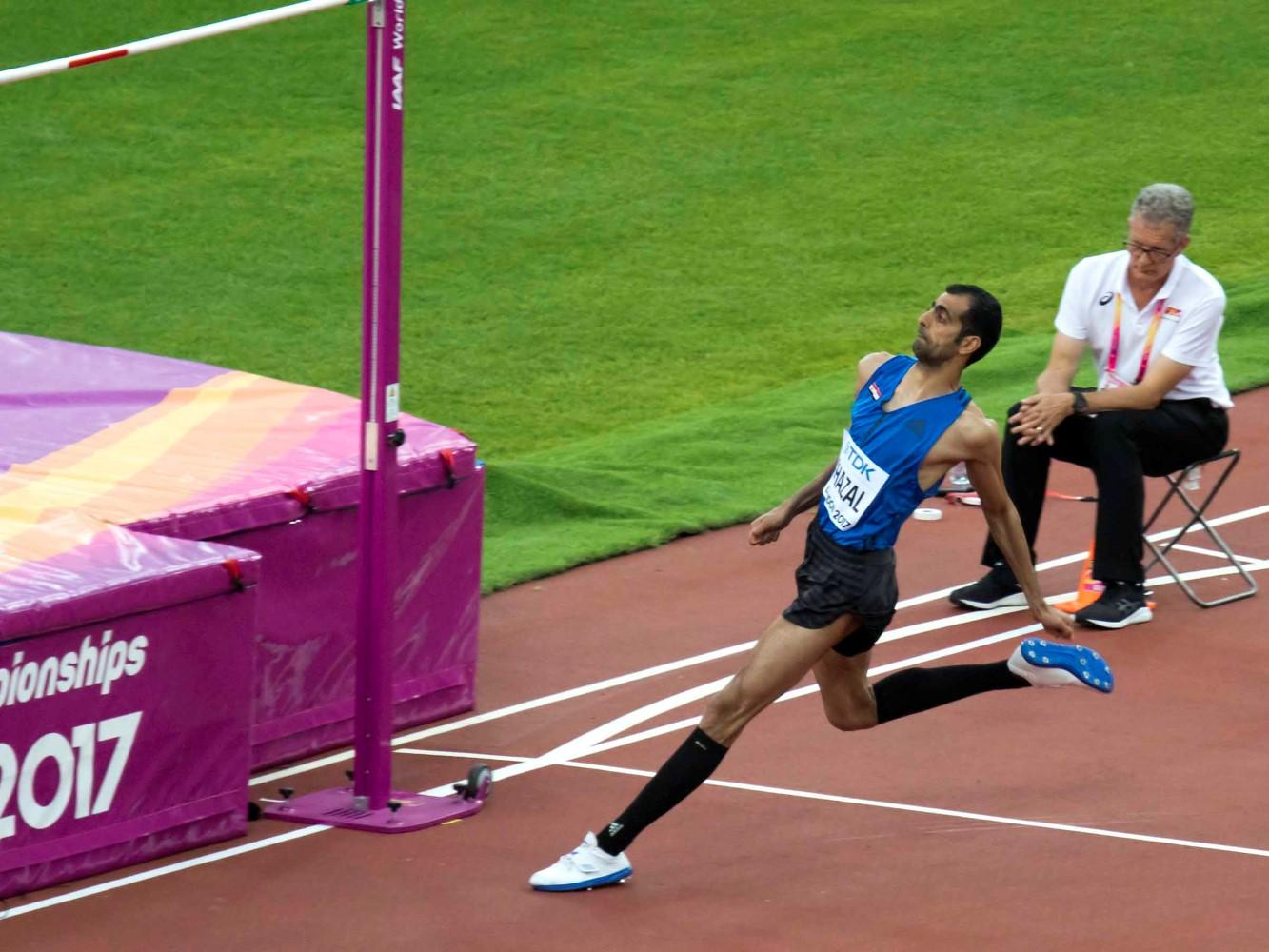
Majd Eddin Ghazal Rang vierzehn mit 2,17 m
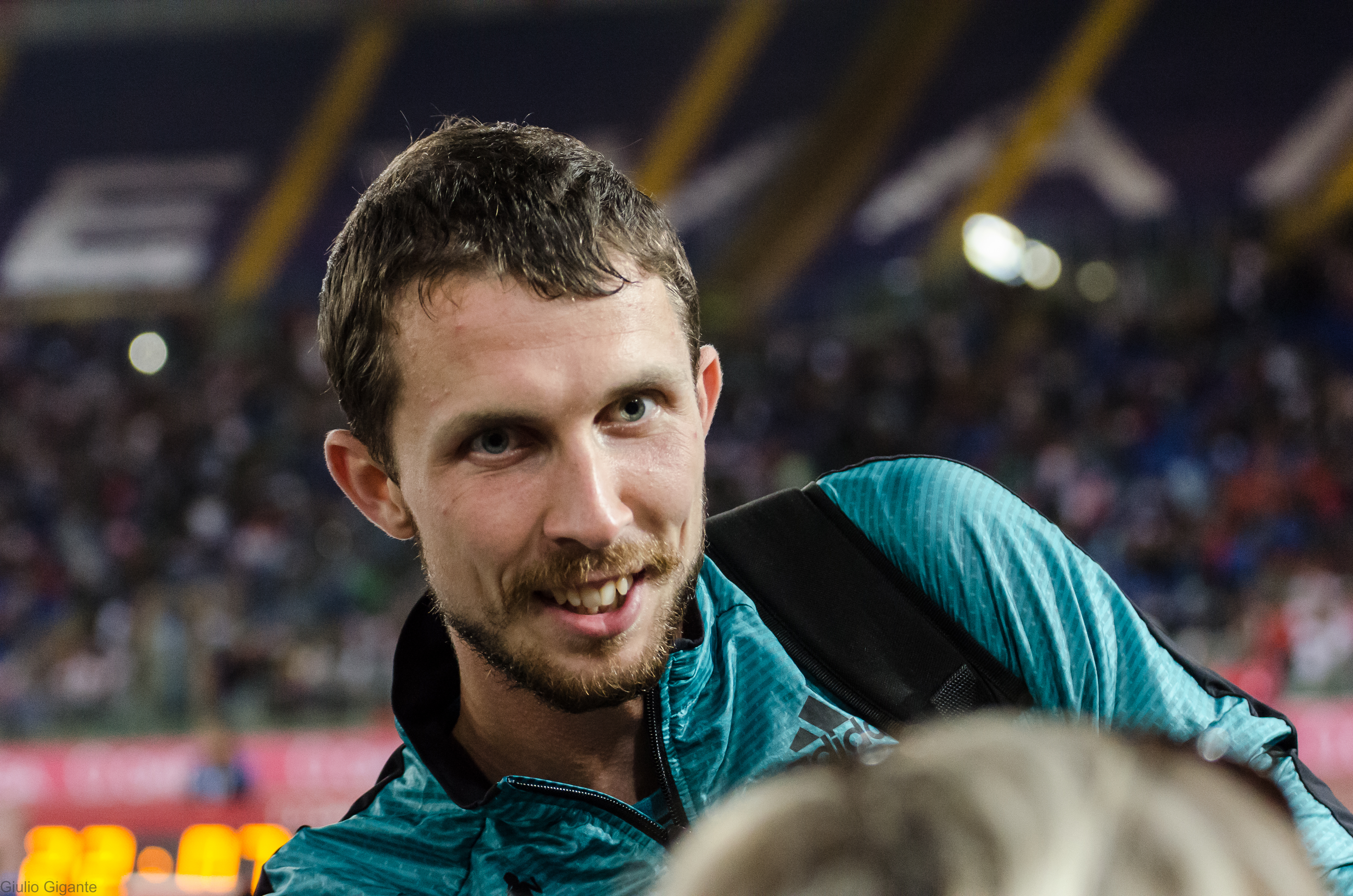
Bohdan Bondarenko – unter anderem Weltmeister von 2013 – ohne gültigen Versuch

### Gruppe B
| Platz | Athlet            | Land                        | 2,17 | 2,22 | 2,26 | 2,29 | 2,31 | Höhe (m) |
| ----- | ----------------- | --------------------------- | ---- | ---- | ---- | ---- | ---- | -------- |
| 1     | Michail Akimenko  | Authorised Neutral Athletes | o    | o    | o    | o    |      | 2,29     |
| 2     | Michael Mason     | Kanada                      | o    | o    | o    | xo   |      | 2,29     |
| 3     | Wang Yu           | Volksrepublik China         | o    | o    | xo   | xo   |      | 2,29     |
| 4     | Jeron Robinson    | USA                         | o    | o    | xxo  | xo   |      | 2,29     |
| 5     | Lee Hup Wei       | Malaysia                    | o    | o    | o    | xxo  |      | 2,29 PB  |
| 6     | Gianmarco Tamberi | Italien                     | o    | o    | xo   | xxo  |      | 2,29     |
| 7     | Andrij Prozenko   | Ukraine                     | o    | o    | xxo  | xxx  |      | 2,26     |
| 7     | Naoto Tobe        | Japan                       | o    | o    | xxo  | xxx  |      | 2,26     |
| 9     | Dsmitryj Nabokau  | Belarus                     | o    | xxo  | xxo  | xxx  |      | 2,26     |
| 10    | Douwe Amels       | Niederlande                 | o    | o    | xxx  |      |      | 2,22     |
| 11    | Hamish Kerr       | Neuseeland                  | o    | xxo  | xr   |      |      | 2,22     |
| 12    | Joel Baden        | Australien                  | o    | xxx  |      |      |      | 2,17     |
| 12    | Takashi Etō       | Japan                       | o    | xxx  |      |      |      | 2,17     |
| 12    | Keenon Laine      | USA                         | o    | xxx  |      |      |      | 2,17     |
| 15    | Mathew Sawe       | Kenia                       | xo   | xxx  |      |      |      | 2,17     |
| 16    | Mateusz Przybylko | Deutschland                 | xxo  | xxx  |      |      |      | 2,17     |

In Qualifikationsgruppe B ausgeschiedene Hochspringer:

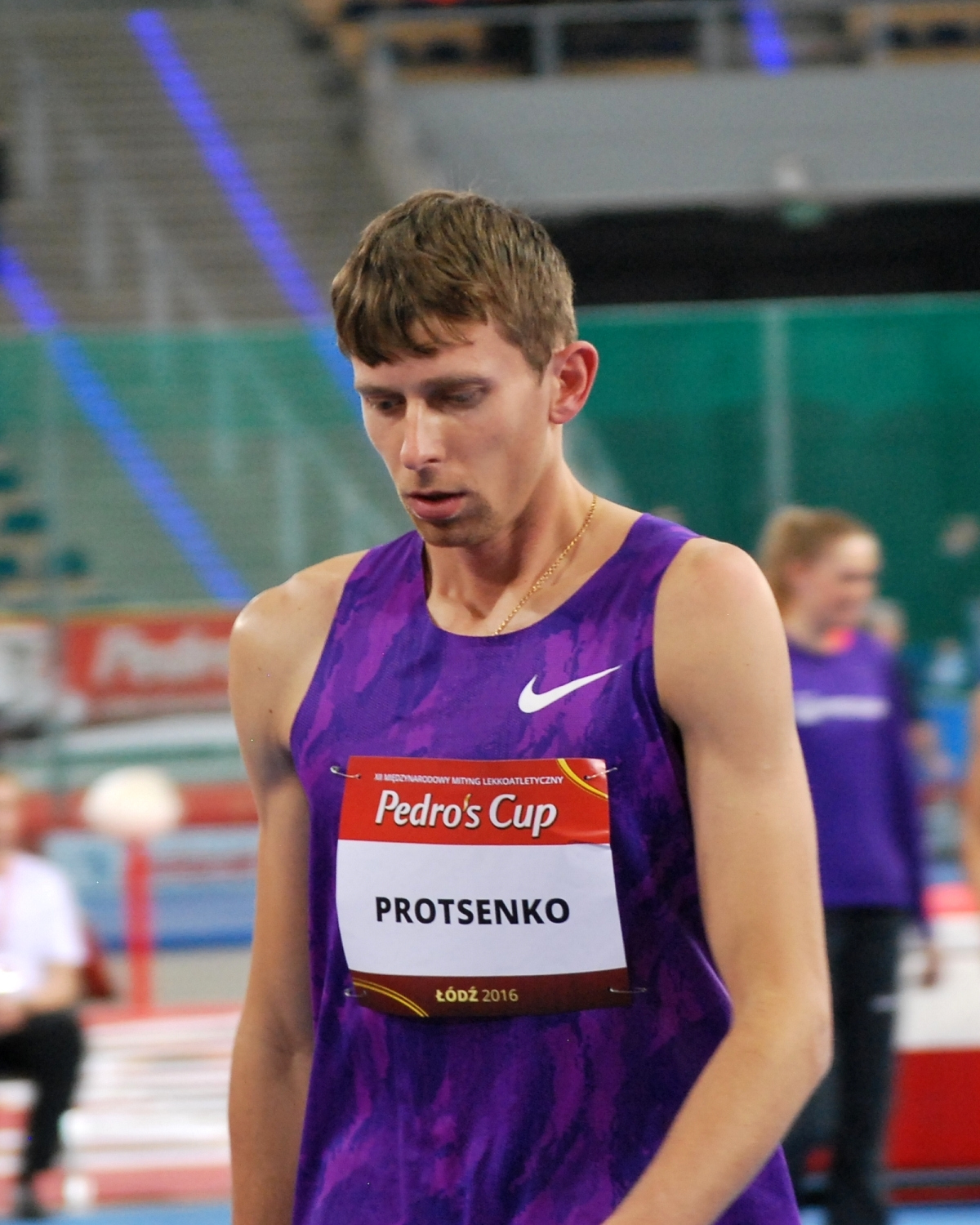
Andrij Prozenko – 2014 Vizeeuropameister – geteilter Rang sieben mit 2,26 m
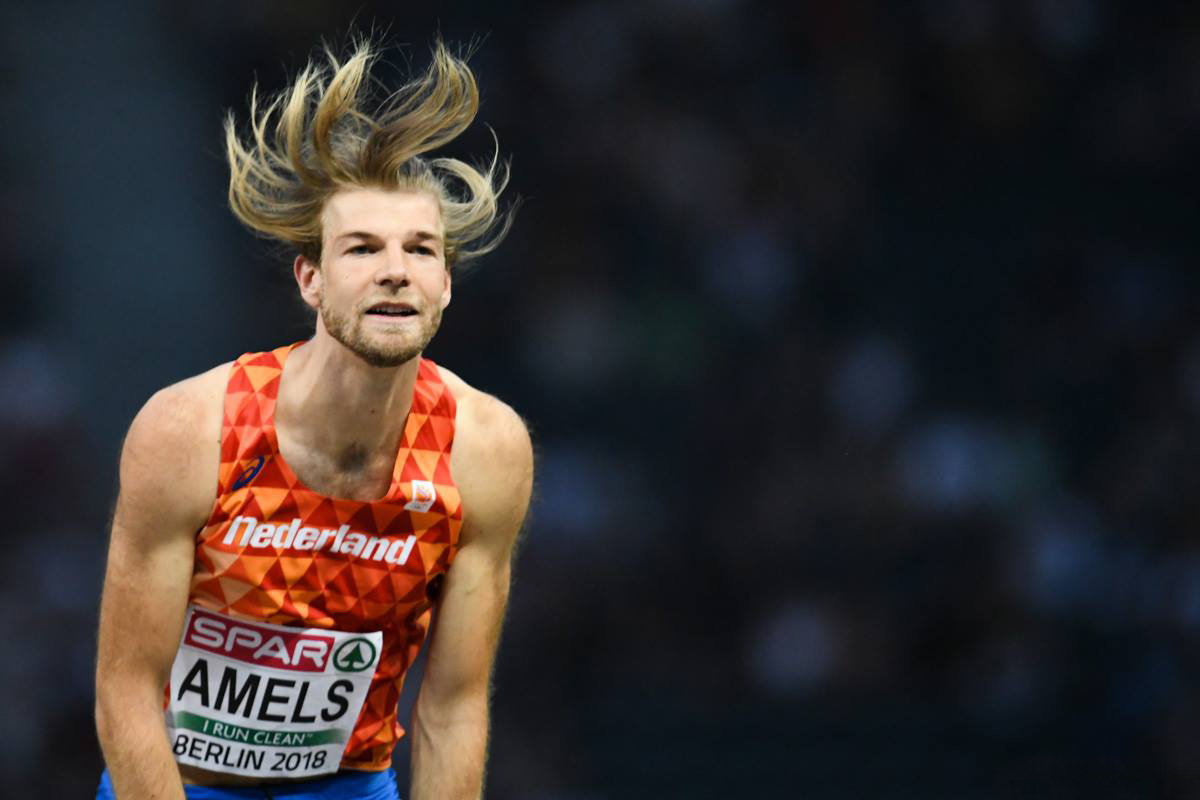
Douwe Amels Rang zehn mit 2,22 m
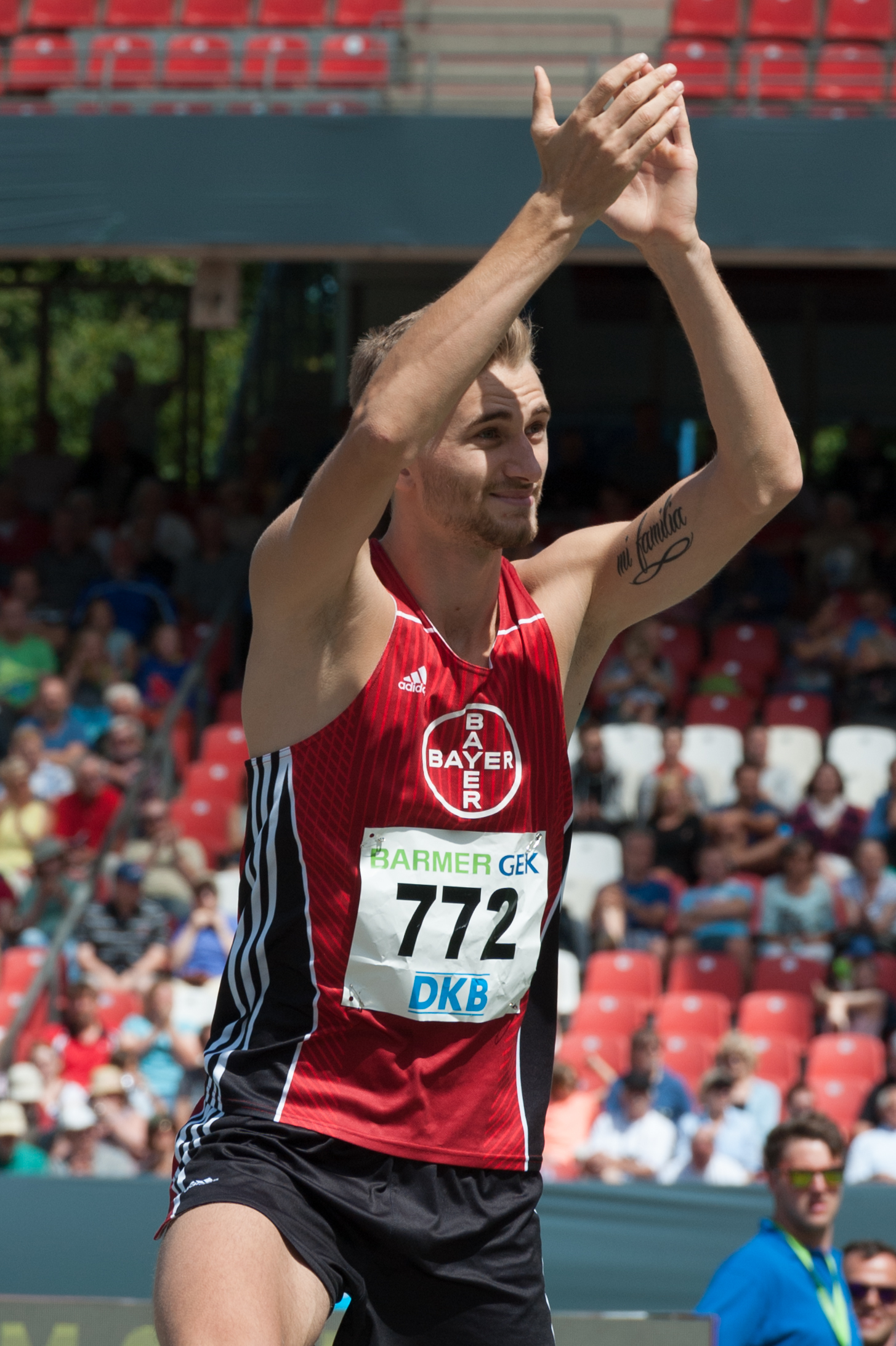
Mateusz Przybylko – amtierender Europameister – Rang sechzehn mit 2,17 m

## Finale

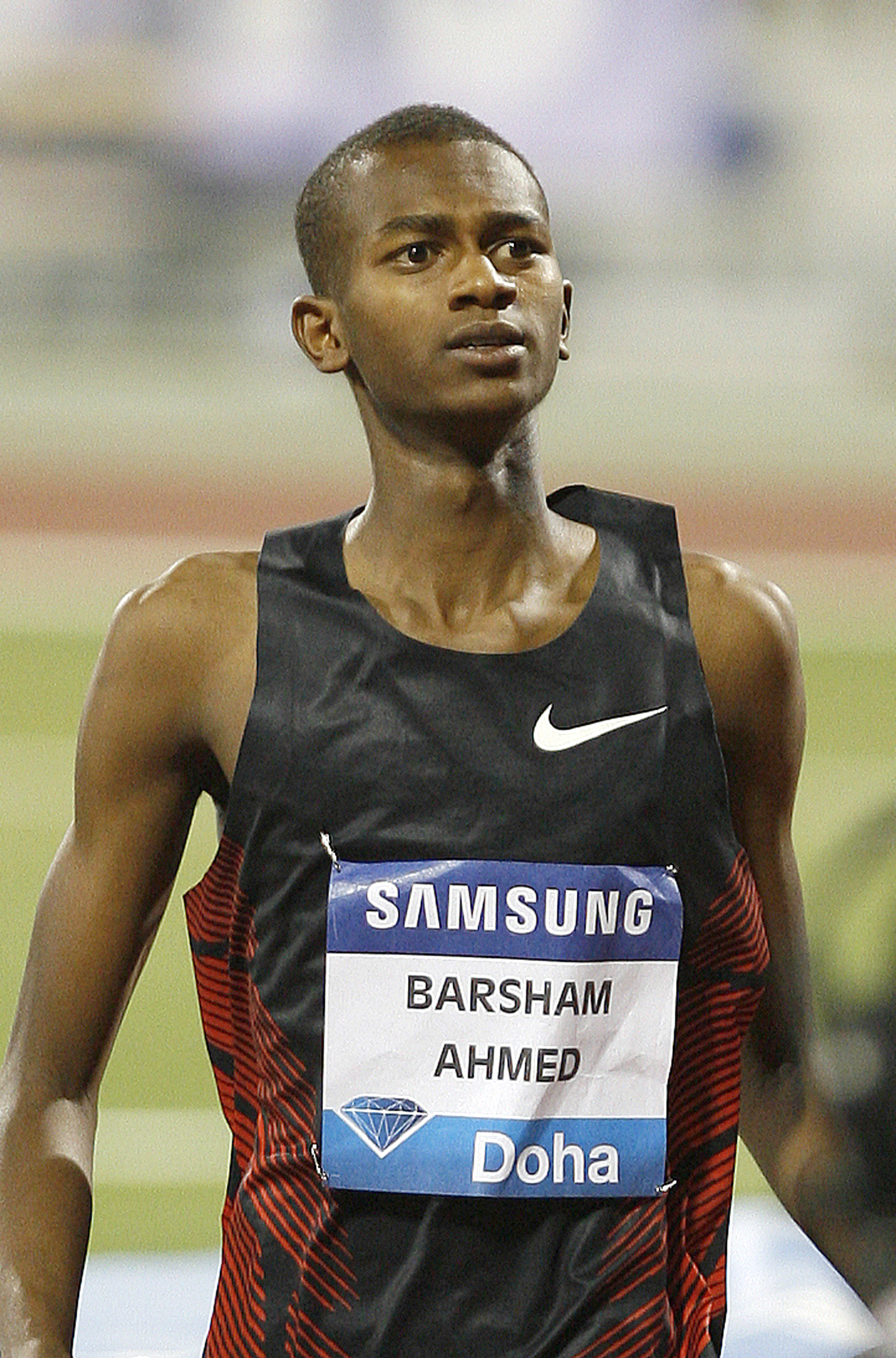
Weltmeister Mutaz Essa Barshim

4. Oktober 2019, 20:15 Uhr Ortszeit (19:15 Uhr MESZ)
| Platz | Athlet             | Land                        | 2,19 | 2,24 | 2,27 | 2,30 | 2,33 | 2,35 | 2,37 | Höhe (m) |
| ----- | ------------------ | --------------------------- | ---- | ---- | ---- | ---- | ---- | ---- | ---- | -------- |
|       | Mutaz Essa Barshim | Katar                       | o    | o    | o    | o    | xxo  | o    | o    | 2,37 WL  |
|       | Michail Akimenko   | Authorised Neutral Athletes | o    | o    | o    | o    | o    | o    | xxx  | 2,35 PB  |
|       | Ilja Iwanjuk       | Authorised Neutral Athletes | o    | o    | o    | o    | xxo  | o    | xxx  | 2,35 PB  |
| 4     | Maksim Nedassekau  | Belarus                     | o    | xo   | xo   | xo   | o    | x–   | xx   | 2,33     |
| 5     | Luis Zayas         | Kuba                        | o    | o    | o    | o    | xxx  |      |      | 2,30 PB  |
| 6     | Brandon Starc      | Australien                  | o    | xo   | xxo  | o    | xxx  |      |      | 2,30 SB  |
| 7     | Michael Mason      | Kanada                      | o    | o    | o    | xxo  | xxx  |      |      | 2,30     |
| 8     | Lee Hup Wei        | Malaysia                    | o    | o    | xo   | xxx  |      |      |      | 2,27     |
| 8     | Gianmarco Tamberi  | Italien                     | o    | o    | xo   | x–   | xx   |      |      | 2,27     |
| 10    | Wang Yu            | Volksrepublik China         | o    | o    | xxx  |      |      |      |      | 2,24     |
| 11    | Jeron Robinson     | USA                         | xo   | o    | xxx  |      |      |      |      | 2,24     |
| 12    | Luís Castro        | Puerto Rico                 | o    | xxx  |      |      |      |      |      | 2,19     |

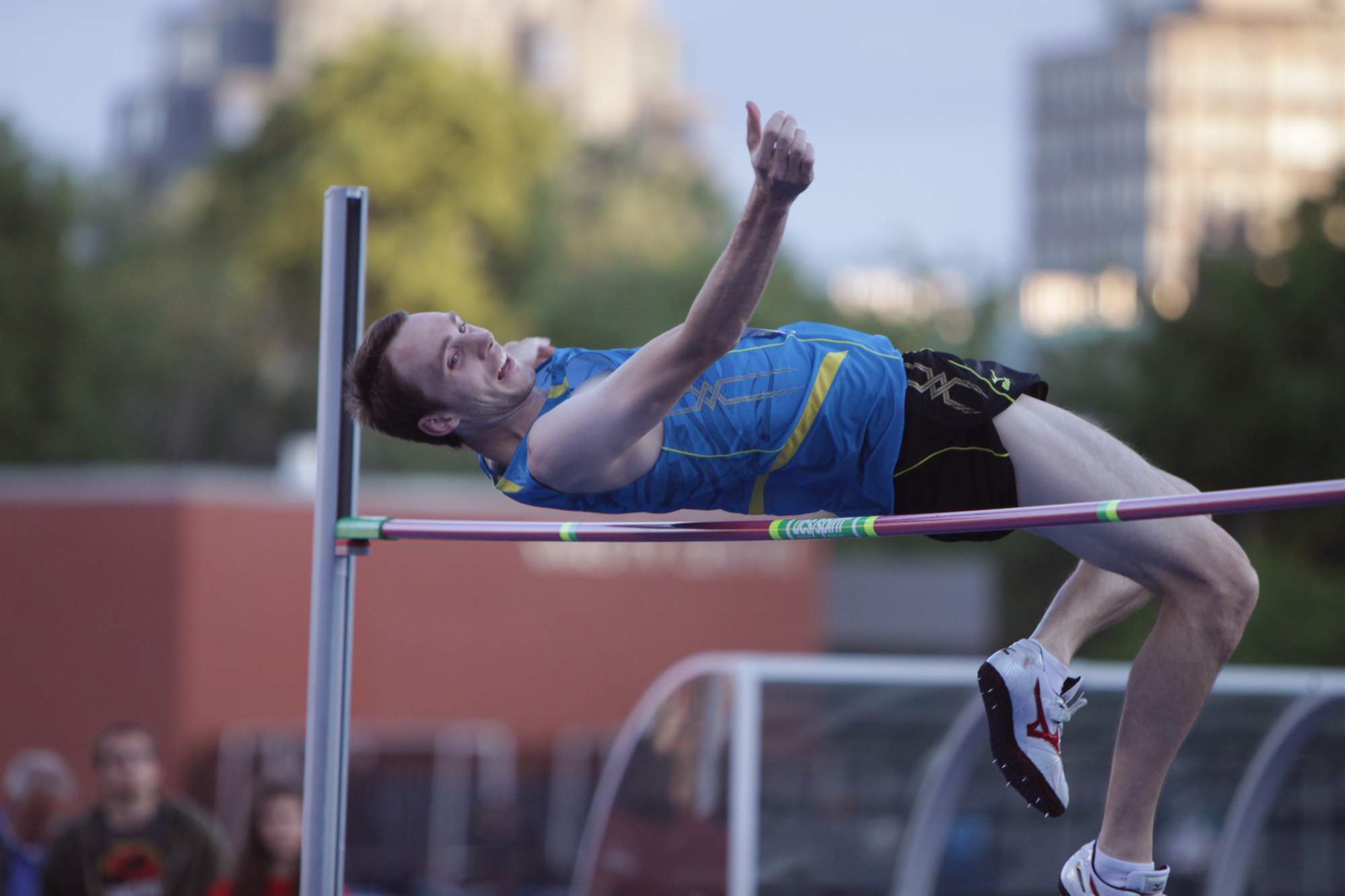
Michael Mason belegte Rang sieben
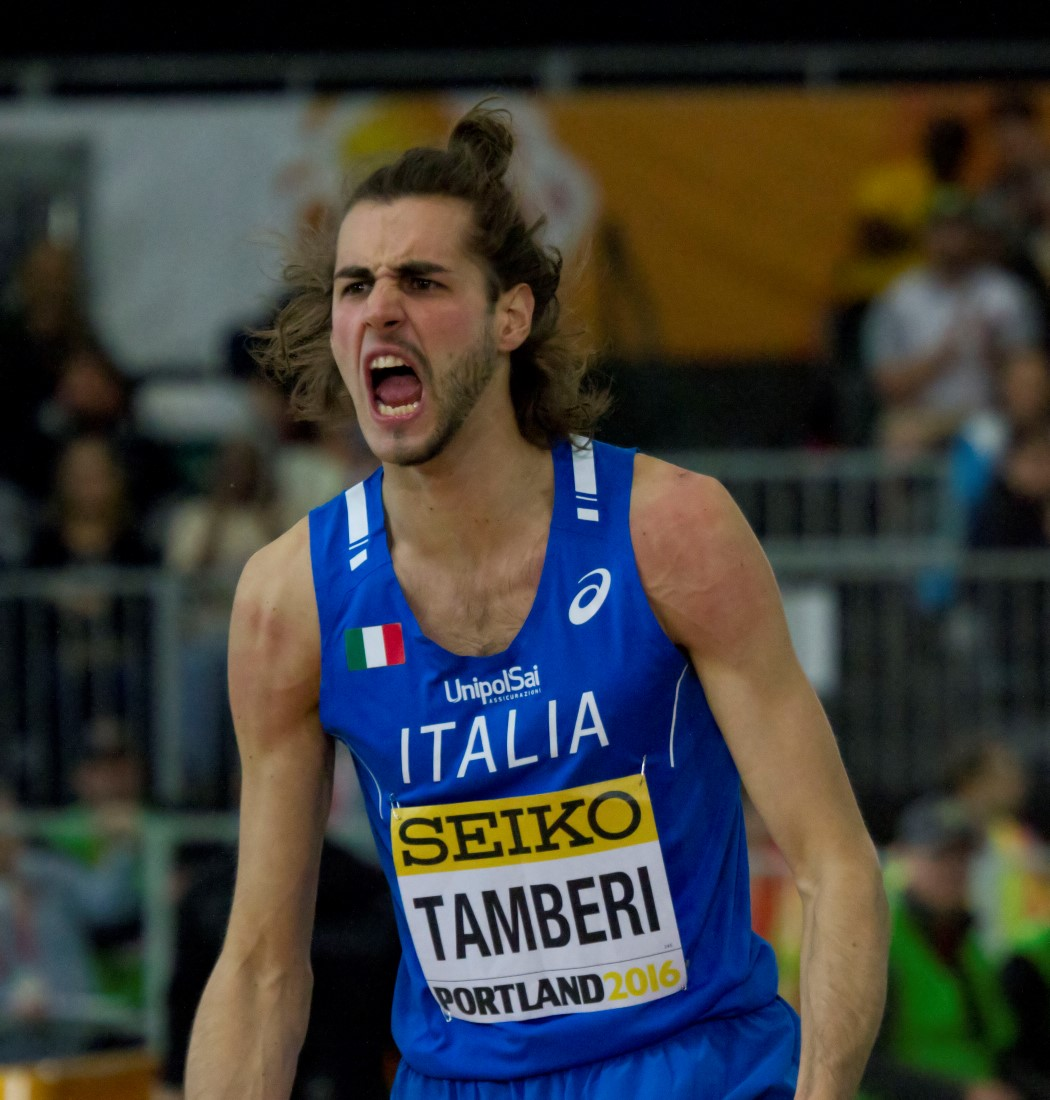
Gianmarco Tamberi kam auf den geteilten achten Platz
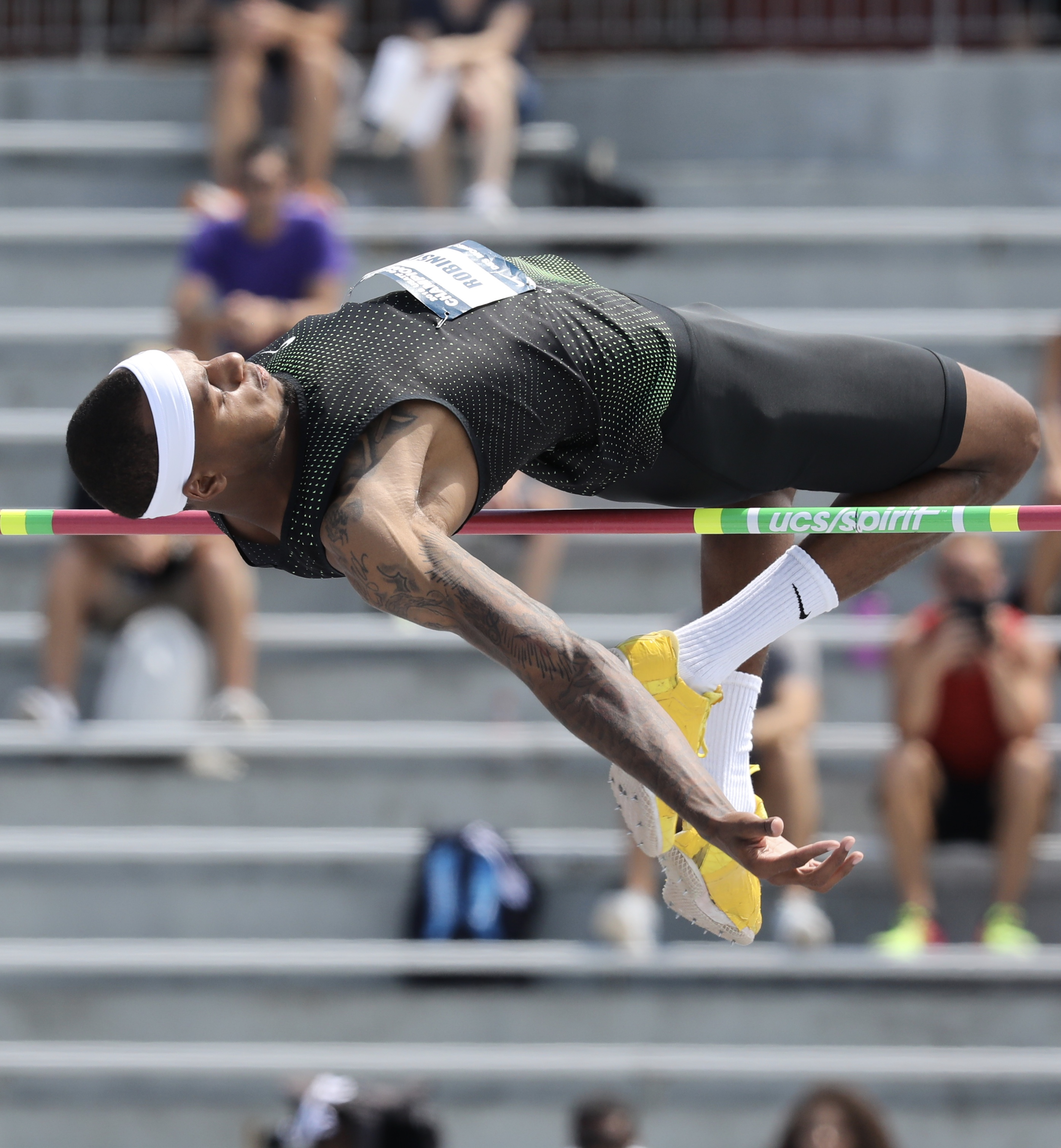
Rang elf für Jeron Robinson

## Video
- Men's High Jump Final | World Athletics Championships Doha 2019, youtube.com, abgerufen am 16. März 2021